# Mediæval Bæbes
Le Mediæval Bæbes sono un gruppo musicale inglese femminile fondato nel 1996 da Katharine Blake membro dei Miranda Sex Garden assieme ad altri amici che condividono il suo amore per la musica medievale nel 1990. La formazione varia da 6 a 12 membri.

## Storia del gruppo
Il primo album delle Medieval Bæbes, Salva Nos è del 1997, raggiunge il n. 2 nella classifica di musica classica vincendo un disco d'argento ed entrando nella classifica dei 100 dischi più venduti L'album Worldes Blysse dell'anno successivo fa ancora meglio piazzandosi al primo posto. Per il terzo album Undrentide del 2000 si avvalgono della co-produzione di John Cale, seguono gli album The Rose e Mistletoe and Wine a tema natalizio.
Nel 2005 viene pubblicato Mirabilis presentato ad un concerto e party a Londra. Un omonimo DVD è stato pubblicato nel luglio 2006.
Nel 2006 il loro primo album dal vivo, Live con in aggiunta due nuove tracce in studio.

## Stile
Nei loro album rielaborano le canzoni tradizionali (es. The Coventry Carol, '500) e cantano poesie musicate in gran parte arrangiate dalla Blake, oltre a composizioni originali. 
Tra le altre hanno reinterpretato Summerisle, una canzone scritta per il film culto The Wicker Man di Robin Hardy del 1973.
Cantano in diverse lingue, tra cui Latino, Medio inglese, francese, italiano, russo, svedese, Cadenet, scozzese inglese, tedesco, Manx Gaelico, spagnolo, gallese, bavarese, provenzale, il gaelico irlandese, inglese moderno e della Cornovaglia. Per l'accompagnamento musicale vengono usati strumenti medievali, tra cui il flauto dolce e la cetera. John Cale ha aggiunto strumenti non-medievali, tra cui il sassofono e la chitarra elettrica, ad alcuni brani dell'album da lui prodotto Undrentide, anche se con gli album successivi la band è tornata a strumenti più tradizionali. Anche con questi strumenti, tuttavia, lo stile attuale della band è molto diverso dai gruppi medievali veri e propri, si mostra infatti una significativa influenza moderna evidente soprattutto nell'ultimo album Illumination del 2009 prodotto da KK (Kevin Kerrigan).

## Collaborazioni
Hanno cantato e sono apparse nel video del brano Aria del gruppo canadese dei Delerium, adattatamento vocale preso da All Turns To Yesterday presente su Worldes Blysse. Sono inoltre presenti con due brani (Extollere e Sister Sojourn Ghost) nell'album Nuages du Monde del 2006 sempre dei Delerium.
Nel 2005, le Medieval Bæbes hanno contribuito con alcuni brani tra cui la sigla iniziale, poesia scritta da Elizabetta I e musicata dalla Blake, alla colonna sonora della fiction sulla BBC The Virgin Queen composta da Martin Phipps che ha vinto il premio Igor Novello del 2007 come miglior colonna sonora televisiva.

## Formazione

### Formazione attuale
- Katharine Blake (direttrice, contralto, violino, flauti)
- Bev Lee Harling (alto, violino)
- Emily Ovenden, figlia del pittore Graham Ovenden (soprano, flauti)
- Esther Dee (percussioni)
- Melpomeni (alto/Mezzo Soprano)
- Sarah Kayte Foster (mezzo soprano)

### Musicisti aggiuntivi durante i concerti
- Rebecca Dutton
- Frank Moon
- Kavus Torabi
- Ben Woollacott

### Ex componenti
- Dorothy Carter, morta d'infarto nel 2003 all'età di 68 anni, oltre a suonare arpa, ghironda, dulcimer con il gruppo, ha cantato in So Spricht Das Leben e in L'Amour de Moi.
- Marie Findley è anche un critico cinematografico e sceneggiatore televisivi. È stata protagonista in un film Ken Russell The Fall of the Louse of Usher. Marie ha lasciato il gruppo nel marzo 2007.
- Maple Bee che ha lasciato il gruppo nel 2007 assieme Audrey Evans è la cantante nel duo elettronico Huski e la sorella minore di KatieJane Garside, cantante della band londinese Queenadreena.
- Cylindra Sapphire che ha lasciato il gruppo nel 2007 per seguire un percorso musicale differente.
- Claire Rabbitt ha lasciato il gruppo il 22 luglio 2009 sostituita da Sarah Kayte Foster.

## Discografia

### Album
- Salva Nos (1997)
- Worldes Blysse (1998)
- The Best of the Mediæval Bæbes (1999, raccolta del meglio dei primi album)
- Undrentide (2000)
- The Rose (2002)
- Mistletoe and Wine (2003, compilation di canti natalizi con alcuni brani inediti)
- Mirabilis (2005)
- Live (Live album, November 25, 2006) comprende 2 tracce inedite
- Illumination (2009)
- The Huntress (2012)

### Video
- 2006 - Mediæval Bæbes (DVD)